# Xenasteia
Xenasteia Hardy, 1980, è un genere di insetti dell'ordine dei Ditteri (Brachycera: Cyclorrhapha: Acalyptratae). Comprende poco più di dieci specie diffuse nelle isole dell'Oceano Pacifico e dell'Oceano Indiano e in alcune regioni del Mediterraneo ed è l'unico genere della famiglia Xenasteiidae Hardy, 1980.

## Descrizione
Gli adulti hanno corpo di piccolissime dimensioni, mediamente lungo circa 1,5 mm, caratterizzati dalla marcata riduzione delle nervature posteriori dell'ala.
Il capo è globoso, con margine posteriore convesso alla vista dorsale, fronte larga e grandi occhi composti. È caratteristica la presenza di un ampio e lucente triangolo frontale, comprendente la placca ocellare e prolungato in basso nella regione frontale. La chetotassi comprende in genere cinque paia di setole fronto-orbitali; le due paia superiori sono reclinate e leggermente lateroclinate e quelle inferiori, che Hardy (1980) non considera fronto-orbitali, sono proclinate; nelle specie mediterranee sono presenti solo le tre paia superiori. Più internamente sono presenti due file di setole, in genere due paia, talvolta tre o un solo paio. Setole ocellari robuste e inclinate in avanti, setole postocellari brevi, sottili e divergenti, setole verticali interne ed esterne lunghe e robuste. Nella regione peristomale e genuale sono presenti un paio di vibrisse, lunghe ma sottili, e due serie di brevi setole sottovibrissali e postgenuali. Le antenne sono relativamente brevi e di tipo aristato, con pedicello provvisto di una setola dorsale e primo flagellomero ovoidale, rivolto in basso, recante un'arista non pubescente.
Il torace presenta una chetotassi che comprende 8-10 file longitudinali di peli acrosticali, tre setole dorsocentrali (una presuturale e due postsuturale, di cui l'ultima particolarmente robusta, due notopleurali, una sopralare e due postalari. Le setole omerali sono generalmente assenti, oppure ne è presente una per lato. Le setole scutellari sono sviluppate e robuste, in numero di due paia. Sulle pleure sono presenti una o due setole nel proepisterno e una o due robuste setole nell'episterno ventrale.
Le ali relativamente ampie, con lobo anale e alula ben sviluppati; membrana rivestita da un diffuso tomento, costa percorsa da spinule e alula lungamente frangiata. Caratteristica del genere Xenasteia è la forte riduzione della nervatura posteriore, in particolare nelle specie del Pacifico e dell'Oceano Indiano.
La costa si estende alla terminazione di R4+5 e presenta due fratture, una omerale e una subcostale. Subcosta completa nelle specie mediterranee, incompleta in quelle oceaniche. La radio si divide in tre rami, con R1 breve e ricurva, terminante nel terzo basale del margine, R2+3 relativamente breve, terminante sul margine costale poco oltre la metà, R4+5 lunga, terminante all'apice dell'ala. La media è marcata alla base, poi diventa progressivamente debole fino a scomparire del tutto prima del margine, terminando all'altezza della fine di R2+3. La cubito e l'anale marcatamente ridotte: CuA1 sviluppata ma incompleta, CuA2 e anale fortemente ridotte nelle specie mediterranee, del tutto assenti in quelle oceaniche. La vena comune A1+CuA2 è assente in tutte le specie. La vena trasversa radio-mediale è presente; nelle specie mediterranee è relativamente distante dalla biforcazione del settore radiale, all'altezza della terminazione di R1, nelle specie oceaniche ha una posizione basale, in corrispondenza della biforcazione di Rs. Le medio-cubitali sono del tutto assenti. Seconda cellula basale e discale assenti, cellula cup presente solo nelle specie mediterranee ma fortemente ridotta.
| Specie mediterranee | Specie indo-pacifiche |
| Schema della nervatura alare nel genere Xenasteia Fratture costali: hb: frattura omerale; sb: frattura subcostale. Nervature longitudinali: C: costa; Sc: subcosta; R: radio; M: media; Cu: cubito; A: anale. Nervature trasversali: h: omerale; r-m: radio-mediale. Cellule: br: 1ª basale; cup: cellula cup. |                       |

L'addome comprende sei uriti apparenti, con primo sternite ridotto ad una banda ristretta e secondo sternite suddiviso in due distinti scleriti in entrambi i sessi. Nel maschio gli uriti terminali sono asimmetrici: gli sterniti 6 e 7 sono sviluppati sul lato sinistro e l'ottavo sternite è in posizione dorsale; il sesto tergite è ben sviluppato, il settimo è ridotto ad un rudimento sul lato destro, l'ottavo è del tutto scomparso. Il tergite e lo sternite dell'ottavo urite, nella femmina, sono a volte leggermente sclerificati.
Del tutto sconosciuti sono gli stadi giovanili.

## Habitat e biologia
Insetti associati ad ambienti costieri, ma dalla biologia completamente sconosciuta, a parte gli ambienti frequentati dagli adulti. Questi sono per lo più catturati da trappole luminose, ma diversi esemplari delle specie mediterranee sono stati osservati sui fiori di piante della vegetazione costiera. Secondo Papp (1998) le larve si sviluppano probabilmente nutrendosi dei detriti organici di varia natura depositati sulle spiagge.
L'habitat tipicamente costiero di questi ditteri è confermato anche dal ritrovamento di vari esemplari negli atolli corallini dell'Oceano Indiano e del Pacifico.

## Sistematica
La storia della sistematica degli Xenasteiidae ha radici recenti che risalgono al 1980. Nello stesso anno furono descritte due nuove famiglie: Hardy descrisse sette nuove specie delle isole dell'Oceano Indiano e dell'Oceano Pacifico e le classificò in un genere nuovo e in una famiglia di nuova definizione, rispettivamente denominati Xenasteia e Xenasteiidae; alcuni mesi più tardi, Papp descrisse una nuova specie del Nordafrica, Tunisimyia excellens, e la collocò in una famiglia monotipica di nuova definizione, Tunisimyiidae.
Successivamente, Papp (1984) riunì i generi Tunisimyia e Xenasteia nell'unica famiglia Xenasteiidae, riducendo Tunisimyiidae a sinonimo minore.
McAlpine (1989) rilevò una stretta affinità morfologica tra Tunisimyia excellens e Xenasteia seychellensis e sulla base di questa affinità ridusse il genere Tunisimyia a sinonimo minore di Xenasteia. La revisione di McAlpine non riceve il pieno consenso.
Freidberg (1994), nella descrizione di una nuova specie israeliana, la seconda dell'area mediterranea, adotta la tesi di McAlpine, denominando la specie come Xenasteia shalam. Al contrario, Papp (1998) tratta la famiglia Xenasteiidae, nel Manual of Palaeartic Diptera, senza considerare il lavoro di McAlpine e conferma la separazione, a livello di genere, fra le specie mediterranee e quelle oceaniche; infatti, fornisce le chiavi di determinazione dei generi Tunisimyia e Xenasteia e rinomina la Xenasteia classificata pochi anni prima dal collega israeliano con il nuovo nome Tunisimyia shalam (Freidberg, 1994). La posizione di Papp è condivisa da Ventura & Carles-Tolra, che nel 2003 descrivono una nuova specie delle Isole Baleari classificandola come Tunisimyia convergens. La stessa impostazione è adottata nel catalogo Fauna Europaea, che classifica la specie balearica nel genere Tunisimyia.
Posizioni a favore della sinonimizzazione sono invece assunte nel BioSystematic Database of World Diptera e dal Tree of Life Web Project, che considerano la famiglia Xenasteiidae formata dal solo genere Xenasteia. Adottando l'impostazione del BDWD, la famiglia risulta composta da un solo genere, comprendente 13 specie:
- Xenasteia Hardy, 1980 (=Tunisimyia)
  - Xenasteia aldabrae Hardy, 1980
  - Xenasteia chinensis Papp, 2005
  - Xenasteia convergens Ventura & Carles-Tolra, 2003 (=Tunisimyia convergens)
  - Xenasteia divergens Hardy, 1980
  - Xenasteia excellens (Papp, 1980) (=Tunisimyia excellens)
  - Xenasteia hardyi Ismay, 2003
  - Xenasteia lansburyi Ismay, 2003
  - Xenasteia okinawaensis Hardy, 1980
  - Xenasteia palauensis Hardy, 1980
  - Xenasteia sabroskyi Hardy, 1980
  - Xenasteia seychellensis Hardy, 1980
  - Xenasteia shalam Freidberg, 1994 (=Tunisimyia shalam)
  - Xenasteia similis Hardy, 1980

## Filogenesi
I primi contributi sulla filogenesi della famiglia si hanno da parte dello stesso Hardy (1980). In un'ampia discussione, l'autore tracciò le possibili relazioni con altri Acalyptratae, comparando i caratteri di Xenasteia con quelli delle famiglie Asteiidae, Australimyzidae e Anthomyzidae. Nel suo lavoro individuava delle apomorfie che denotano una stretta relazione con la famiglia Asteiidae, tuttavia giunse alla conclusione che il genere non poteva trovare collocazione in una delle famiglie già conosciute, perciò lo elevò al rango di famiglia autonoma.
McAlpine (1989) concorda nella sostanza con le osservazioni di Hardy e integra l'analisi cladistica con l'inquadramento tassonomico nella superfamiglia degli Opomyzoidea e, nell'ambito di questa, nel gruppo di famiglie Asteioinea, in relazione filogenetica con gli Asteiidae e con i Teratomyzidae:
|  | Teratomyzidae                                              |
|  |                                                            |
|  | \| \| Asteiidae \| \| \| \| \| \| Xenasteiidae \| \| \| \| |
|  |                                                            |
|  | Asteiidae                                                  |
|  |                                                            |
|  | Xenasteiidae                                               |
|  |                                                            |

|  | Asteiidae    |
|  |              |
|  | Xenasteiidae |
|  |              |

|  | Teratomyzidae                                              |
|  |                                                            |
|  | \| \| Asteiidae \| \| \| \| \| \| Xenasteiidae \| \| \| \| |
|  |                                                            |
|  | Asteiidae                                                  |
|  |                                                            |
|  | Xenasteiidae                                               |
|  |                                                            |

|  | Asteiidae    |
|  |              |
|  | Xenasteiidae |
|  |              |

|  | Teratomyzidae                                              |
|  |                                                            |
|  | \| \| Asteiidae \| \| \| \| \| \| Xenasteiidae \| \| \| \| |
|  |                                                            |
|  | Asteiidae                                                  |
|  |                                                            |
|  | Xenasteiidae                                               |
|  |                                                            |

|  | Asteiidae    |
|  |              |
|  | Xenasteiidae |
|  |              |

|  | Teratomyzidae                                              |
|  |                                                            |
|  | \| \| Asteiidae \| \| \| \| \| \| Xenasteiidae \| \| \| \| |
|  |                                                            |
|  | Asteiidae                                                  |
|  |                                                            |
|  | Xenasteiidae                                               |
|  |                                                            |

|  | Asteiidae    |
|  |              |
|  | Xenasteiidae |
|  |              |

|  | Teratomyzidae                                              |
|  |                                                            |
|  | \| \| Asteiidae \| \| \| \| \| \| Xenasteiidae \| \| \| \| |
|  |                                                            |
|  | Asteiidae                                                  |
|  |                                                            |
|  | Xenasteiidae                                               |
|  |                                                            |

|  | Asteiidae    |
|  |              |
|  | Xenasteiidae |
|  |              |

|  | Teratomyzidae                                              |
|  |                                                            |
|  | \| \| Asteiidae \| \| \| \| \| \| Xenasteiidae \| \| \| \| |
|  |                                                            |
|  | Asteiidae                                                  |
|  |                                                            |
|  | Xenasteiidae                                               |
|  |                                                            |

|  | Asteiidae    |
|  |              |
|  | Xenasteiidae |
|  |              |

|  | Teratomyzidae                                              |
|  |                                                            |
|  | \| \| Asteiidae \| \| \| \| \| \| Xenasteiidae \| \| \| \| |
|  |                                                            |
|  | Asteiidae                                                  |
|  |                                                            |
|  | Xenasteiidae                                               |
|  |                                                            |

|  | Asteiidae    |
|  |              |
|  | Xenasteiidae |
|  |              |

|  | Teratomyzidae                                              |
|  |                                                            |
|  | \| \| Asteiidae \| \| \| \| \| \| Xenasteiidae \| \| \| \| |
|  |                                                            |
|  | Asteiidae                                                  |
|  |                                                            |
|  | Xenasteiidae                                               |
|  |                                                            |

|  | Asteiidae    |
|  |              |
|  | Xenasteiidae |
|  |              |

|  | Teratomyzidae                                              |
|  |                                                            |
|  | \| \| Asteiidae \| \| \| \| \| \| Xenasteiidae \| \| \| \| |
|  |                                                            |
|  | Asteiidae                                                  |
|  |                                                            |
|  | Xenasteiidae                                               |
|  |                                                            |

|  | Asteiidae    |
|  |              |
|  | Xenasteiidae |
|  |              |

|  | Teratomyzidae                                              |
|  |                                                            |
|  | \| \| Asteiidae \| \| \| \| \| \| Xenasteiidae \| \| \| \| |
|  |                                                            |
|  | Asteiidae                                                  |
|  |                                                            |
|  | Xenasteiidae                                               |
|  |                                                            |

|  | Asteiidae    |
|  |              |
|  | Xenasteiidae |
|  |              |

|  | Teratomyzidae                                              |
|  |                                                            |
|  | \| \| Asteiidae \| \| \| \| \| \| Xenasteiidae \| \| \| \| |
|  |                                                            |
|  | Asteiidae                                                  |
|  |                                                            |
|  | Xenasteiidae                                               |
|  |                                                            |

|  | Asteiidae    |
|  |              |
|  | Xenasteiidae |
|  |              |

|  | Teratomyzidae                                              |
|  |                                                            |
|  | \| \| Asteiidae \| \| \| \| \| \| Xenasteiidae \| \| \| \| |
|  |                                                            |
|  | Asteiidae                                                  |
|  |                                                            |
|  | Xenasteiidae                                               |
|  |                                                            |

|  | Asteiidae    |
|  |              |
|  | Xenasteiidae |
|  |              |

|  | Teratomyzidae                                              |
|  |                                                            |
|  | \| \| Asteiidae \| \| \| \| \| \| Xenasteiidae \| \| \| \| |
|  |                                                            |
|  | Asteiidae                                                  |
|  |                                                            |
|  | Xenasteiidae                                               |
|  |                                                            |

|  | Asteiidae    |
|  |              |
|  | Xenasteiidae |
|  |              |

|  | Teratomyzidae                                              |
|  |                                                            |
|  | \| \| Asteiidae \| \| \| \| \| \| Xenasteiidae \| \| \| \| |
|  |                                                            |
|  | Asteiidae                                                  |
|  |                                                            |
|  | Xenasteiidae                                               |
|  |                                                            |

|  | Asteiidae    |
|  |              |
|  | Xenasteiidae |
|  |              |

|  | Teratomyzidae                                              |
|  |                                                            |
|  | \| \| Asteiidae \| \| \| \| \| \| Xenasteiidae \| \| \| \| |
|  |                                                            |
|  | Asteiidae                                                  |
|  |                                                            |
|  | Xenasteiidae                                               |
|  |                                                            |

|  | Asteiidae    |
|  |              |
|  | Xenasteiidae |
|  |              |

|  | Teratomyzidae                                              |
|  |                                                            |
|  | \| \| Asteiidae \| \| \| \| \| \| Xenasteiidae \| \| \| \| |
|  |                                                            |
|  | Asteiidae                                                  |
|  |                                                            |
|  | Xenasteiidae                                               |
|  |                                                            |

|  | Asteiidae    |
|  |              |
|  | Xenasteiidae |
|  |              |

## Distribuzione
Come detto in precedenza, gli Xenasteiidae, allo stato attuale, hanno un'ampia distribuzione che interessa tuttavia due soli areali fondamentali: il primo, più ampio, si estende dalle isole africane dell'Oceano Indiano alla Polinesia, alle isole asiatiche del Pacifico; il secondo, più circoscritto, si limita ad alcuni siti della Mar Mediterraneo. Questa frammentazione è probabilmente lo scenario risultante da una ancora parziale conoscenza dell'effettiva distribuzione geografica della famiglia, come ribadiva peraltro lo stesso Hardy, ma si estende su ben quattro continenti. La distribuzione delle varie specie descritte è così riassunta:
- X. aldabrae, X. seychellensis sono presenti nell'ecozona afrotropicale, nelle isole a nord del Madagascar
- X. divergens, X. hardyi, X. lansburyi, X. palauensis e X. sabroskyi sono presenti nell'ecozona australasiana, in numerose isole e atolli della Micronesia, della Melanesia e della Polinesia. La specie X. lansburyi è stata ritrovata in Nuova Guinea, ma non vi sono segnalazioni relative all'Australia e alla Nuova Zelanda.
- X. chinensis, X. okinawaensis e X. similis sono invece presenti nell'ecozona orientale: la prima è segnalata a Taiwan, la seconda a Okinawa, nell'arcipelago delle Ryūkyū, la terza, infine, è stata ritrovata nell'atollo Diego Garcia, nell'arcipelago delle Isole Chagos.
- X. convergens, X. excellens e X. shalam sono invece specie prettamente mediterranee, ritrovate rispettivamente nelle Isole Baleari, in Tunisia e in Israele.